# 李信 (1907年)
李信（1907年—1985年），原名李声笙，湖南省浏阳县人。中国人民解放军将领、中国人民解放军开国少将。

## 生平
1926年加入中国共产主义青年团，同年转入中国共产党。大革命时期，任湖南省农民运动特派员。1930年参加中国工农红军。土地革命战争时期，任湘鄂赣独立第一师组织科科长，红十八军组织部部长，红六军团宣传部部长，第十八师政治部副主任、主任，红六军团教导团政治委员。参加了长征。1938年入中共中央党校学习。1939年起任军委总政治部组织部副科长、科长。1942年后任八路军第359旅政治部副主任、主任，参加南泥湾大生产运动。1945年6月随八路军南下第2支队到豫北。抗日战争时期，任八路军前方总指挥部政治部巡视员、组织科科长，干部科科长，三五九旅政治部副主任、主任。解放战争时期，任三五九旅副政治委员，牡丹江军区、合江军区政治部主任，一六0师政治委员，四十八军政治部主任。中华人民共和国成立后，任第十五兵团政治部组织部部长，军政治部主任，军副政治委员，总干部部一部部长，总政治部干部部副部长，国防科学工作部部长，总参谋部三部政治委员，中国人民解放军炮兵副政治委员、顾问。1955年被授予少将军衔。曾获一级八一勋章、一级独立自由勋章、一级解放勋章。是中国人民政治协商会议第五届全国委员会常务委员，中国共产党第七次全国代表大会候补代表。
1985年5月26日在北京病逝。。